# القيادة الشرقية للقوات المسلحة الباكستانية
كانت القيادة الشرقية للقوات المسلحة الباكستانية تشكيل عسكري بحجم فيلق يقوده لواء يجري تعيينه، والذي يسمى قائدًا للقيادة الشرقية. بعد تقسيم الهند من قبل بريطانيا العظمى، قُسمت جمهورية باكستان الإسلامية إلى إقليمين تفصل بينهما مسافة 1600 كيلومتر (1000 ميل) (قبل استقلال بنغلاديش في عام 1971). وتمركزت معظم أصول القوات المسلحة الباكستانية في غرب باكستان؛ كان دور القوات المسلحة الباكستانية في شرق باكستان هو الاحتفاظ بهذا الجزء من البلاد حتى تهزم القوات الباكستانية الهند في الغرب (في حالة الحرب). أنشأ الجيش الباكستاني القيادة الشرقية، وكان أحد القادة برتبة لواء مسؤولًا عن القيادة. وضعت القوات المسلحة (خاصة الجيش الباكستاني) خطة للدفاع عن مدينة دكا بتركيز جميع قواتها على طول حوض دكا (المنطقة المحاطة بأنهار جمنا، وبادما، وميغنا).
بعد أن أطلقت باكستان عملية المناورة، وعملية بارسيل للحد من الحركة السياسية التي قادتها رابطة عوامي في مارس 1971 (التي أدت إلى إنشاء موكتي باهيني، والتمرد في جميع أنحاء بنغلاديش)، عدل اللواء أمير عبد الله خان نيازي (آخر قائد للقيادة الشرقية) الخطة الموجودة وفقًا لتوجيهات مقر القيادة العامة للجيش الباكستاني (التي شددت على ضرورة منع موكتي باهيني من احتلال أي منطقة في الإقليم، والقتال من أجل كل شبر من الأراضي). توقعت القيادة أن يحتل الهنود منطقة كبيرة من الإقليم، وينقلوا موكتي باهيني واللاجئين البنغاليين إلى هناك، ويعترفوا بحكومة بنغلاديش في المنفى، ما يحول التمرد إلى قضية دبلوماسية دولية. حدد اللواء نيازي عشر مدن (جيسور، وجينيدا، وبوغرا، ورنكبور، وجمالبور، وميمينسنغ، وسيلهيت، وكوميلا، وشيتاغونغ) في مراكز الاتصال الرئيسية بوصفها «مدن الحصن»، ووضع معظم قواته بالقرب من الحدود الهندية. دعت الخطة النهائية القوات المسلحة إلى تأجيل الهجمات الهندية على الحدود ثم العودة تدريجيًا إلى مدن الحصن. ومن الحصون كان على جزء من القوة الباقية اتخاذ مواقع بالقرب من دكا والصمود حتى هزيمة الهند في الغرب، وكان على القوات الباكستانية في المدن المحصنة تأخير القسم الأعظم من القوات الهندية ومنعها من التركيز على دكا.

## الخلفية
ورث الجيش الباكستاني ست فرق مشاة ولواءً مدرعًا بعد الاستقلال في عام 1947 عن الجيش الهندي البريطاني، ونشر معظم أصوله المسلحة في غرب باكستان. كان لشرق باكستان لواء مشاة واحد في عام 1948، والذي تكون من كتيبتي مشاة، فوج البنغال الشرقي الأول والفوج 1/14 (الكتيبة الأولى من فوج البنجاب الرابع عشر) أو فوج البنجاب 3/8 (الكتيبة الثالثة). تباهت الكتائب فيما بينها بسراياها الخمسة للبنادق (تضم الكتيبة عادةً خمس سرايا). كُلِف هذا اللواء الضعيف ــبقيادة العميد أيوب خان (الذي خدم بصفته جنرالًا بالنيابة، التعيين: قائد عام للقيادة، فرقة المشاة الرابعة عشرة)ــ وعدد من أجنحة بنادق شرق باكستان بالدفاع عن شرق باكستان أثناء حرب كشمير في عام 1947. لم يكن للقوات الجوية الباكستانية والبحرية الباكستانية وجود يذكر في شرق باكستان في ذلك الوقت. وكانت أسباب وضع أكثر من 90 في المئة من القوة المسلحة في غرب باكستان هي:
- غرب باكستان على حدود الكشمير (وهي القضية التي لم تحسم الحكومة الباكستانية أمرها لحلها باستخدام القوة المسلحة): فباكستان لم تمتلك القاعدة الاقتصادية اللازمة لإمداد الجناحين بقوات كافية، وكان لباكستان الغربية أهمية إستراتيجية أكثر من باكستان الشرقية.[11]
- كان أغلب المسؤولين الحكوميين من غرب باكستان أو من غير البنغاليين. حدثت معظم التنمية الاقتصادية في غرب باكستان، ووضِع الجزء الأكبر من القوات المسلحة هناك للحفاظ على قاعدة قوتها آمنةً. اقترح مخططو الأركان العسكرية الباكستانية العقيدة التالية لتبرير هذا الانتشار: «الدفاع عن الشرق يكمن في الغرب». بصفة عامة، تُرجم هذا إلى هزيمة باكستان للهند في الغرب، بغض النظر عما حدث في الشرق (بما في ذلك الاحتلال الهندي لشرق باكستان[12]) لأن على النجاح الباكستاني الغربي المفترض إجبار الهند على التفاوض على تسوية مواتية. آمن أيضًا الضباط الباكستانيون بنظرية السباق القتالي،[13][14] كان يُعتقد على نطاق واسع أن جنديًا باكستانيًا يساوي أربعة إلى عشرة جنود هندوس/هنود، وأن التفوق العددي للقوات المسلحة الهندية يمكن أن يبطله عدد أقل من الجنود الباكستانيين.[15]

### 1949- 1965
نمت القوات المسلحة الباكستانية نموًا مضطردًا في الحجم بين حربي 1949 و1965. قفز عدد فرق المشاة من 6 إلى 13، وتباهت القوات أيضًا بفرقتين مدرعتين والعديد من كتائب المشاة والمدرعة المستقلة بحلول عام 1965. ألحِقت كل هذه التشكيلات بالمدفعية، والمغاوير، والهندسة، ووحدات النقل. كان النمو في البنية التحتية العسكرية أبطأ في شرق باكستان، فقد ضمت الفرقة المنفردة (فرقة المشاة الرابعة عشرة) التي تتخذ من دكا مقرًا لها لواءين من المشاة، فضلًا عن الكتيبة الثالثة والخمسين المتمركزة في كوميلا، واللواء 107 والمنتشرين في جيسور بحلول عام 1963. في عام 1964 أنشِئ اللواء الثالث والعشرون في دكا. تألفت هذه الفرقة محدودة القوة من ثلاثة ألوية مشاة غير مدرعة، ومدعومة بعشر أجنحة من بنادق باكستان الشرقية، و12 طائرة من طراز إف-86 سابر، وثلاثة زوارق حربية والتي استبعِدت من حرب 1965 في الشرق. قصفت القوات الجوية قواعد بعضها البعض مع ظهور القوات المسلحة الباكستانية على القمة، بينما اشتبكت قوات أمن الحدود وبنادق شرق باكستان على طول الحدود؛ ورغم أن الهند ضمت فرقة مشاة واحدة ولواءً مدرعًا بالقرب من شرق باكستان، فإن الجيوش لم تشتبك قط في الشرق.

#### إصلاحات يحيى خان
عندما أصبح يحيى خان القائد الأعلى للجيش الباكستاني في عام 1966، بدأ سلسلة من الإصلاحات لتجديد القدرة القتالية للجيش الباكستاني. وفي شرق باكستان، تقرر إنشاء مقر للفيالق (سمي في البداية الفيلق الثالث الذي عُرف فيما بعد باسم القيادة الشرقية)، ولكن باستثناء فرقة المشاة الرابعة عشرة لم تنشئ دكا فرقة جديدة (رغم تشكيل لواء المشاة السابع والخمسين في دكا، في حين أرسِل لواء المشاة الثالث والعشرون إلى رنكبور). في عام 1970 نشِر سلاح الفرسان التاسع والعشرون في رنكبور من راولبندي، لكن لم يمنح شرق باكستان أي سلاح مدفعي أو وحدات مدرعة.
افتتِح مقر القيادة الشرقية لباكستان في كانتونمينت دكا، دكا في 23 أغسطس 1969 وعُين اللواء صاحب زاده يعقوب خان قائدًا، في 1 سبتمبر 1969 أرسل كبير مديري قانون الأحكام العرفية في البلاد، الجنرال يحيى خان، نائب الأميرال سيد محمد أحسن بصفته مديرًا لقانون الأحكام العرفية في شرق باكستان. عندما أصبح سيد محمد أحسن القائد الأعلى للبحرية الباكستانية في شرق باكستان، أسس القوات البحرية في شرق باكستان، فتضاعف الوجود البحري ثلاث مرات في شرق باكستان، مع نشر المزيد من الضباط من غرب باكستان في المنطقة. وفي وقت سابق، قرر رئيس هيئة الأركان العامة في مقر القيادة العامة، راولبندي، اللواء صاحب زاده يعقوب خان، إجراء سلسلة من التدريبات في شرق باكستان لوضع خطة قتال متكاملة للمقاطعة في عام 1967. أُطلق عليها اسم «عملية إكس- سونداربانس- 1»، وأدارها (آنذاك) الكولونيل راؤ فرمان علي تحت قيادة اللواء مظفر الدين (القائد العام للفرقة الرابعة عشرة)؛ شكلت نتائج هذه المناورة الأساس لخطة العمليات الباكستانية عام 1971.